# Hyloscirtus
Hyloscirtus là một chi động vật lưỡng cư trong họ Nhái bén, thuộc bộ Anura. Chi này có 29 loài và 48% bị đe dọa hoặc tuyệt chủng.

## Danh sách loài
Các loài được mô tả theo ASW ngày năm 2010:
- Hyloscirtus albopunctulatus (Boulenger, 1882)
- Hyloscirtus alytolylax (Duellman, 1972)
- Hyloscirtus armatus (Boulenger, 1902)
- Hyloscirtus bogotensis (Peters, 1882)
- Hyloscirtus callipeza (Duellman, 1989)
- Hyloscirtus caucanus (Ardila-Robayo, Ruiz-Carranza & Roa-Trujillo, 1993)
- Hyloscirtus charazani (Vellard, 1970)
- Hyloscirtus chlorosteus (Reynolds & Foster, 1992)
- Hyloscirtus colymba (Dunn, 1931)
- Hyloscirtus denticulentus (Duellman, 1972)
- Hyloscirtus estevesi (Rivero, 1968)
- Hyloscirtus jahni (Rivero, 1961)
- Hyloscirtus larinopygion (Duellman, 1973)
- Hyloscirtus lascinius (Rivero, 1970)
- Hyloscirtus lindae (Duellman & Altig, 1978)
- Hyloscirtus lynchi (Ruiz-Carranza & Ardila-Robayo, 1991)
- Hyloscirtus pacha (Duellman & Hillis, 1990)
- Hyloscirtus palmeri (Boulenger, 1908)
- Hyloscirtus pantostictus (Duellman & Berger, 1982)
- Hyloscirtus phyllognathus (Melin, 1941)
- Hyloscirtus piceigularis (Ruiz-Carranza & Lynch, 1982)
- Hyloscirtus platydactylus (Boulenger, 1905)
- Hyloscirtus psarolaimus (Duellman & Hillis, 1990)
- Hyloscirtus ptychodactylus (Duellman & Hillis, 1990)
- Hyloscirtus sarampiona (Ruiz-Carranza & Lynch, 1982)
- Hyloscirtus simmonsi (Duellman, 1989)
- Hyloscirtus staufferorum (Duellman & Coloma, 1993)
- Hyloscirtus tapichalaca (Kizirian, Coloma & Paredes-Recalde, 2003)
- Hyloscirtus tigrinus Mueses-Cisneros & Anganoy-Criollo, 2008
- Hyloscirtus torrenticola (Duellman & Altig, 1978)

Các loài được mô tả theo ASW 5.5
- Hyloscirtus criptico Coloma, Carvajal-Endara, Dueñas, Paredes-Recalde, Morales-Mite, Almeida-Reinoso, Tapia, Hutter, Toral & Guayasamin, 2012
- Hyloscirtus princecharlesi Coloma, Carvajal-Endara, Dueñas, Paredes-Recalde, Morales-Mite, Almeida-Reinoso, Tapia, Hutter, Toral & Guayasamin, 2012

## Hình ảnh

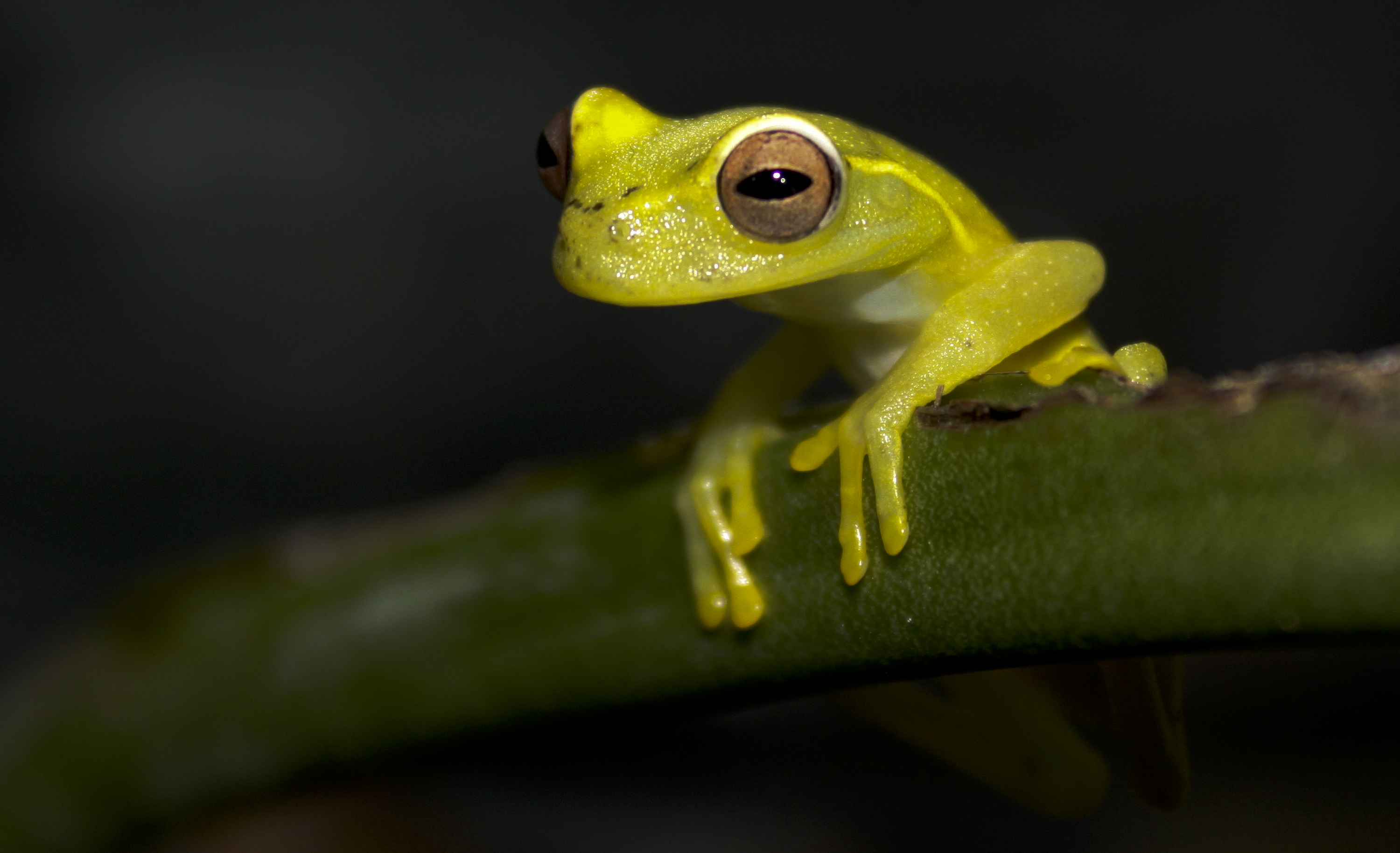
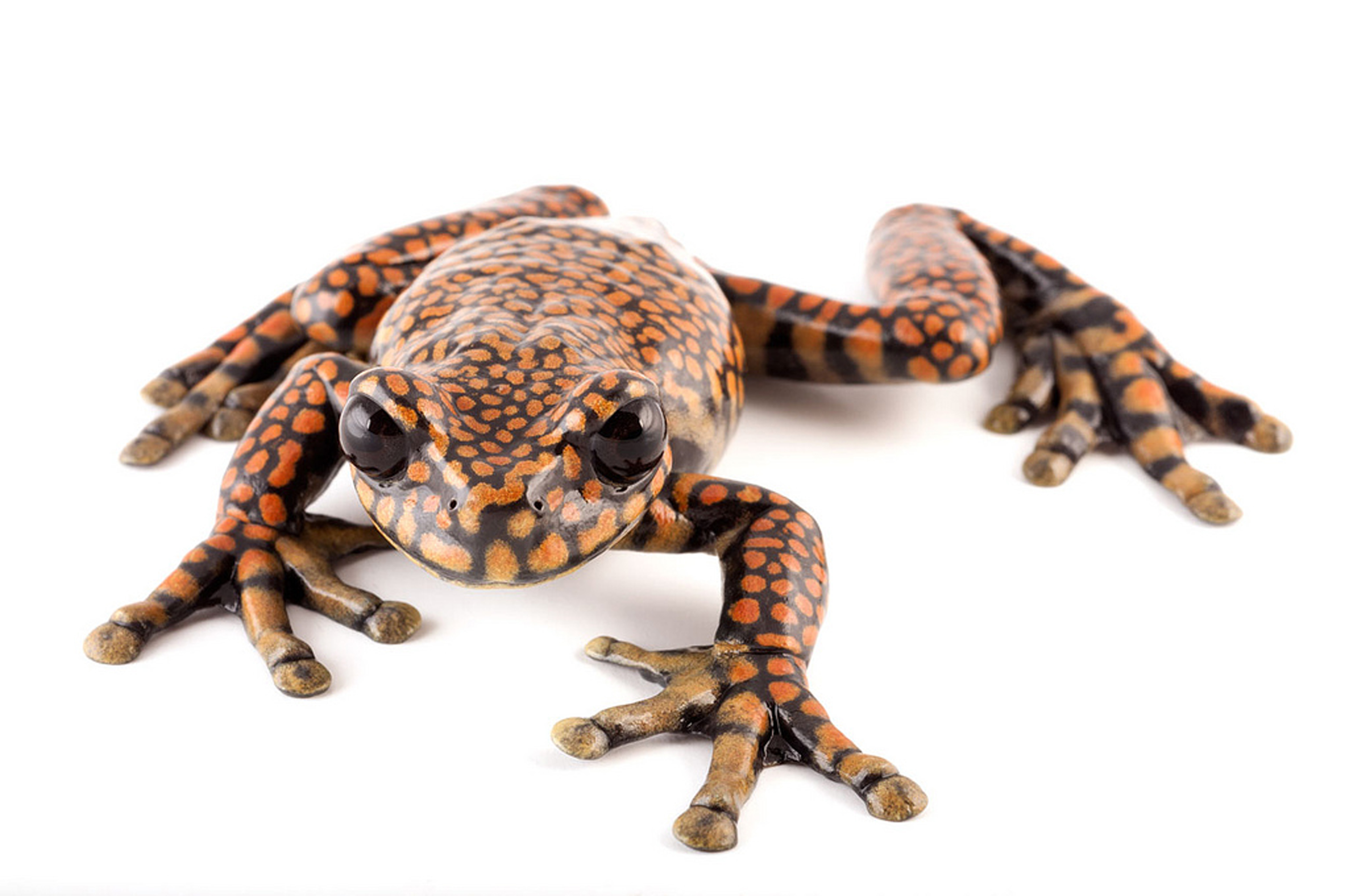